# Гроскирххайм
Гроскирххайм (нем. Großkirchheim) — коммуна в Австрии, в федеральной земле Каринтия.
Входит в состав округа Шпитталь-ан-дер-Драу. Население составляет 1558 человек (на 31 декабря 2005 года). Занимает площадь 109,78 км². Официальный код — 2 06 05.

## Политическая ситуация
Бургомистр коммуны — Петер Зунтингер (АБА) по результатам выборов 2003 года.
Совет представителей коммуны (нем. Gemeinderat) состоит из 15 мест.
- АПС занимает 8 мест.
- АНП занимает 4 места.
- СДПА занимает 2 места.
- беспартийные: 1 место.